# Nasaltus celebensis
Nasaltus celebensis är en skalbaggsart som först beskrevs av Lundgren in Johnson et al. 1991.  Nasaltus celebensis ingår i släktet Nasaltus och familjen stumpbaggar. Inga underarter finns listade i Catalogue of Life.